# Laurence Tieleman
Laurence Tieleman (ur. 14 listopada 1972 w Brukseli) – włoski tenisista, reprezentant w Pucharze Davisa.

## Kariera tenisowa
Zawodowym tenisistą był w latach 1993–2003.
Startując w turniejach rangi ATP World Tour osiągnął 1 finał w grze pojedynczej i wygrał 1 zawody w grze podwójnej.
W roku 1999 reprezentował Włochy w Pucharze Davisa w rywalizacji 1 rundy grupy światowej przeciwko Szwajcarii, przegrywając mecz gry podwójnej wspólnie ze Stefano Pescosolido z parą Lorenzo Manta–Marc Rosset.
W rankingu gry pojedynczej najwyżej był na 76. miejscu (26 kwietnia 1999), a w klasyfikacji gry podwójnej na 117. pozycji (23 sierpnia 1999).

### Finały w turniejach ATP World Tour
| Legenda                                      |
| -------------------------------------------- |
| Wielki Szlem                                 |
| Igrzyska olimpijskie                         |
| Tennis Masters Cup / ATP Finals              |
| ATP Masters Series / ATP Tour Masters 1000   |
| ATP International Series Gold / ATP Tour 500 |
| ATP International Series / ATP Tour 250      |

#### Gra pojedyncza (0–1)
| Końcowy wynik | Nr | Data            | Turniej | Nawierzchnia | Przeciwnik   | Wynik finału |
| ------------- | -- | --------------- | ------- | ------------ | ------------ | ------------ |
| Finalista     | 1. | 14 czerwca 1998 | Londyn  | Trawiasta    | Scott Draper | 6:7(5), 4:6  |

#### Gra podwójna (1–0)
| Końcowy wynik | Nr | Data             | Turniej  | Nawierzchnia | Partner             | Przeciwnicy                    | Wynik finału  |
| ------------- | -- | ---------------- | -------- | ------------ | ------------------- | ------------------------------ | ------------- |
| Zwycięzca     | 1. | 20 września 1998 | Taszkent | Twarda       | Stefano Pescosolido | Kenneth Carlsen Sjeng Schalken | 7:5, 4:6, 7:5 |